# لئوپولد آیهارتس
لئوپولد آیهارتس (به انگلیسی: Léopold Eyharts) فضانورد اهل کشور فرانسه است که در ۲۸ آوریل ۱۹۵۷ میلادی در بیاریتز زاده شد. وی در مأموریت سایوز تی‌ام-۲۷، سایوز تی‌ام-۲۶، اس‌تی‌اس-۱۲۲، اکسپدییشن ۱۶، اس‌تی‌اس-۱۲۳ حضور داشته‌است.